# Benkady Founia
Benkady Founia is een gemeente (commune) in de regio Kayes in Mali. De gemeente telt 9300 inwoners (2009).